# Eneilissomus setiger
Eneilissomus setiger är en mångfotingart som beskrevs av Karl Wilhelm Verhoeff 1939. Eneilissomus setiger ingår i släktet Eneilissomus, ordningen banddubbelfotingar, klassen dubbelfotingar, fylumet leddjur och riket djur. Inga underarter finns listade i Catalogue of Life.